# Флаг Частинского района
Флаг муниципального образования Ча́стинский муниципальный район Пермского края Российской Федерации — опознавательно-правовой знак, служащий официальным символом муниципального образования.
Флаг утверждён 25 августа 2010 года и внесён в Государственный геральдический регистр Российской Федерации с присвоением регистрационного номера 6407.

## Описание
«Прямоугольное полотнище жёлтого цвета с соотношением ширины к длине 2:3, несущее восходящую к верхнему свободному краю белую диагональную полосу в 1/8 ширины полотнища с изображением четырёх зелёных ромбов из герба района и узкими голубыми полосами по краям».

## Обоснование символики
Флаг составлен по правилам и соответствующим традициям вексиллологии и отражает исторические, культурные, социально-экономические, национальные и иные местные традиции.
Флаг гласный. Название села Частые, центра Частинского муниципального района, происходит от словосочетания «частые (многочисленные) острова», которые находились на реке Каме ещё до момента создания водохранилища в 50-х годах XX века. Четыре ромба, составленные каждый из четырёх частей, символизируют множественность, «частость», в то же время указывают на количество поселений, составляющих муниципальный район. Зелёный цвет ромбов, с одной стороны, символизирует природную растительность, лесистость островов, с другой — природный минерал волконскоит, промышленная добыча которого велась шахтным способом на территории района. Этот минерал, из которого производится лучшая по качеству зелёная краска, уникален и встречается в достаточном количестве только на территории Частинского района.
Голубая полоса символизирует реку Каму, на берегу которой расположены земли Частинского района.
Жёлтый цвет (золото) — символ высшей ценности, богатства, величия, постоянства, прочности, силы и великодушия, кроме того, оно символизирует богатые урожаи частинских земледельцев; район издавна славен сельским хозяйством.
Белый цвет (серебро) — символ совершенства, благородства, чистоты, веры, мира.
Голубой цвет (лазурь) символизирует надежду, будущность, показывает водные богатства района.
Зелёный цвет — символ жизни, возрождения, природных богатств территории, а также сельского хозяйства.